# Babiak, Koło County
Babiak [ˈbabjak] (tiếng Đức: Babenwald) là một ngôi làng ở huyện Koło, Greater Ba Lan Voivodeship, ở phía tây trung tâm Ba Lan. Đó là chỗ ngồi của gmina (khu hành chính) được gọi là Gmina Babiak. Nó nằm khoảng 17 kilômét (11 mi) phía bắc Koło và 120 km (75 mi) về phía đông của thủ đô Pozna regional.